# Barynotus moerens

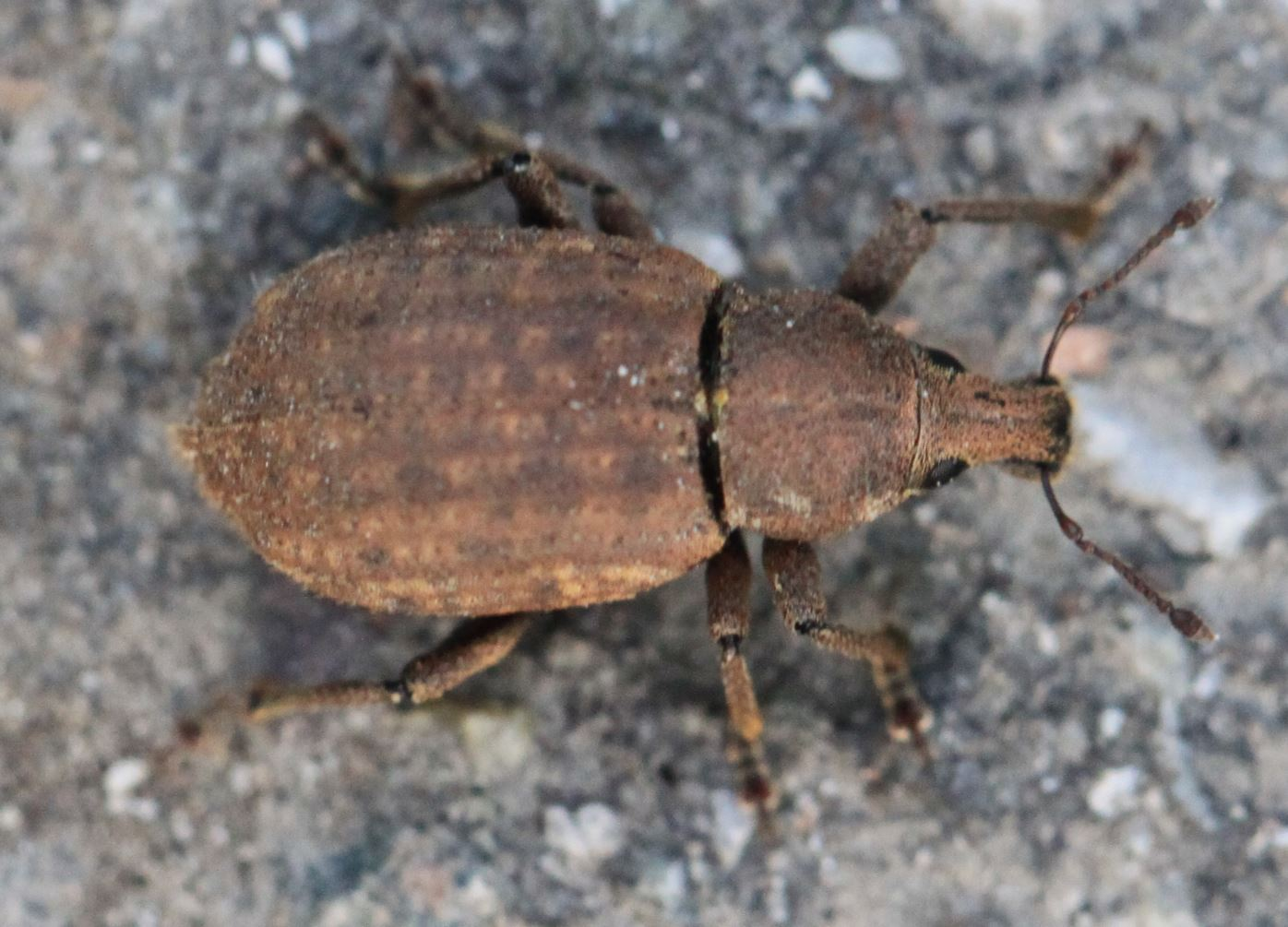
Barynotus moerens

Barynotus moerens, auch als Bingelkrautrüssler bekannt, ist ein Käfer aus der Familie der Rüsselkäfer (Curculionidae).

## Merkmale
Barynotus moerens gehört mit einer Länge von etwa 11 mm zu den größeren Rüsselkäfern. Der hellbraune Rüsselkäfer besitzt ausgeprägte Punktreihen auf den Flügeldecken.

## Vorkommen
Die Art kommt in der Paläarktis vor. Sie ist in Europa weit verbreitet und ist auf den Britischen Inseln (England, Wales) vertreten. In Nordamerika wurde die Art eingeschleppt.

## Lebensweise
Die Art kommt hauptsächlich in Waldgebieten vor. Als Hauptfutter- und Wirtspflanze von Barynotus moerens gilt das Wald-Bingelkraut (Mercurialis perennis). Die Larven fressen an den Wurzeln der Pflanze. Die Käfer sind im Monat Mai besonders häufig zu beobachten.

## Gefährdung
Die Art gilt in Deutschland als ungefährdet.